# San Martino in Pensilis
San Martino in Pensilis là một đô thị ở tỉnh Campobasso trong vùng Molise thuộc nước Ý, có vị trí cách khoảng 45 km về phía đông bắc của Campobasso. Tại thời điểm ngày 31 tháng 12 năm 2004, đô thị này có dân số 4.836 người và diện tích là 100,3 km².
San Martino in Pensilis giáp các đô thị: Campomarino, Chieuti, Guglionesi, Larino, Portocannone, Rotello, Serracapriola, Ururi.